# Dick in a Box
Singles de The Lonely Island
Jizz in My Pants
(2008)
Singles par Justin Timberlake
My Love
(2006) What Goes Around... Comes Around
(2007)
Dick in a Box (littéralement en français Bite dans une boîte) est une chanson des comiques américains the Lonely Island en collaboration avec le chanteur de pop américain Justin Timberlake. Le single et le clip vidéo ont été diffusés la première fois le 16 décembre 2006 lors de l'émission américaine Saturday Night Live. La vidéo met en scène deux chanteurs de R'n'B fin des années 1980 (Andy Samberg et Justin Timberlake) interprétant une chanson autour de l'idée d'offrir en cadeau à leurs petites amies leur pénis enveloppé dans une boîte.
La chanson a été produit par Lorne Michaels qui a demandé à Samberg d'écrire le morceau pour mettre en valeur les capacités de chant Timberlake. Dick in a Box a été enregistré en une nuit et le clip réalisé le jour suivant. Après avoir été examinées par les cadres de la chaine américaine NBC pour le contenu, le court-métrage a fait ses débuts quelques heures plus tard. Dans sa diffusion d'origine, le mot « dick » (« bite »), 16 fois présent dans la chanson, a été bippé systématiquement.
Saturday Night Live prend alors la décision de publier la version non censurée du morceau après ses débuts de diffusion. Dick in a Box est devenu un grand succès viral sur Internet, recevant des critiques très favorables. La chanson a remporté un Creative Arts Emmy Awards pour la musique originale et paroles. La popularité du clip vidéo a donné une suite en 2009 avec Motherlover. En 2011, 3-Way (The Golden Rule) en collaboration avec la chanteuse de pop américaine Lady Gaga fait suite aux deux singles précédents.

## Genèse
Le producteur de l'émission Saturday Night Live Lorne Michaels voulait que Andy Samberg « écrive quelque chose de drôle » et de mettre en valeur les compétences de chant de Timberlake, ce dernier étant l'invité d'accueil de l'émission du 16 décembre 2006.
La chanson a été écrite et produite par Justin Timberlake et Samberg ainsi que d'autres membres de The Lonely Island : Akiva Schaffer et Jorma Taccone, Asa Taccone, et le directeur associé Katreese Barnes. Les Taccone proposèrent le principe d'un « pénis dans une boîte ». Samberg, avec Schaffer et les Taccone présentèrent une ébauche de la chanson à Timberlake un jeudi après-midi, et, après avoir retravaillé les couplets de Timberlake, Samberg et Justin Timberlake enregistrent la chanson dans le bureau de Samberg vers minuit, ce soir-là. Selon Samberg, Justin Timberlake été immédiatement réceptif à l'enregistrement après avoir entendu l'idée. Samberg déclare que sa voix a cassé pendant l'enregistrement. Le duo a passé une grande partie du vendredi et samedi sur le tournage du clip vidéo dans les environs de New York, l'émission devant être diffusée le soir même.

## Clip vidéo et style musical
Le clip met en scène deux personnages de ballade joués par Andy Samberg et Justin Timberlake qui chantent au sujet de faire un cadeau pour leurs petites amies (jouées par Maya Rudolph et Kristen Wiig, respectivement). Chaque homme a un paquet cadeau enveloppé et attaché à leur ceinture. Les paroles sont, étape par étape, les instructions sur la façon de créer le « cadeau » (1 : « Coupez un trou dans une boîte », 2 : « Mettez votre chose dans cette boîte », 3 : « Lui faire ouvrir la boîte... Et c'est comme ça qu'il faut faire ! »). Ils font aussi allusion sur le fait que certains pénis sont mieux adaptés dans une boite que d'autre. À la fin de la vidéo, ils sont tous les deux arrêtés et emmenés par la police de New York (NYPD), sans doute pour outrage à la pudeur après être passés « dans les coulisses de la CMA Awards ».
Le genre musical et le clip vidéo sont inspirés du style de la fin des années 1980 de R'n'B et de new jack swing comme Color Me Badd, Jodeci ou encore  R. Kelly ; The Lonely Island et Timberlake étaient fans de ces artistes quand ils étaient petits. Certains passages du clip ressemblent à une scène dans le film de Barry Levinson de 1982, Diner, dans lequel Mickey Rourke met son pénis dans une boîte de pop-corn dans un cinéma pour gagner un pari, et une scène années 1980 du film de Claude Pinoteau du film La Boum, dans laquelle un élève effectue un acte identique pour le plaisir.

## Réception
Une version non censurée a été mis à disposition sur le site web de Saturday Night Live après que l'émission a été diffusée. NBC a ajouté la vidéo sur YouTube, elle a été regardée plus de 28 millions de fois. Certaines stations de radio ont diffusé la version éditée (appelé Junk in a Box) comme un single non officiel de Timberlake. La version utilisée a été enregistrée à partir de la diffusion SNL. La chanson a remporté un Creative Arts Emmy Awards pour « meilleure musique  et paroles originales ». Après avoir remporté cette récompense, Timberlake a interprété la chanson lors de son concert au Tacoma Dome, à Washington.

## Suite
Singles de The Lonely Island
We're Back!
(2011) Jack Sparrow
(2011)
Singles par Justin Timberlake
Winner
(2010) 3-Way (The Golden Rule)
(2011)

### Motherlover
Motherlover est le titre d'une chanson des comiques américains The Lonely Island en collaboration avec le chanteur de pop américain Justin Timberlake. La chanson et le clip vidéo sont sortis pour la première fois dans l'émission Saturday Night Live le 9 mai 2009. Le clip vidéo fait suite à la chanson Dick in a Box réalisé trois ans plus tôt. Comme son prédécesseur, le clip a été fortement inspiré du style fin des années 1980. Les deux personnages (Andy Samberg et Justin Timberlake) racontent leurs désirs d'avoir des relations sexuelles avec la mère de l'autre (Patricia Clarkson et Susan Sarandon) comme ultime hommage à la Fête des Mères.
La chanson a été écrite par The Lonely Island (Samberg, Jorma Taccone, et Akiva Schaffer) avec Timberlake quelques jours avant la diffusion de l'émission. Samberg et Justin Timberlake ont enregistré la chanson en une nuit. Deux jours plus tard, le tournage a commencé, 20 heures avant la diffusion du lendemain. La finalisation du montage vidéo s'est terminée en direct pendant l'émission.
Parue le jour précédent de la fête des Mères 2009, la vidéo a connu un succès immédiat, comme la précédente. La chanson est sortie en single peu de temps avant la libération de l'enregistrement.